# MiChao!
『MiChao!』（ミチャオ!）は、講談社が配信していた、パソコン向け無料ウェブコミック配信サイト。イラスト、ムービーなどのエンターテインメントコンテンツも配信していた。

## 概要
講談社MouRaのサイト内にて2005年12月にプレオープンし、2006年4月27日に本格オープン。掲載されている作品は少年漫画・少女漫画・青年漫画・TL・BLなど幅広いジャンルにわたっており、そのジャンルによって作品がグループ分けされている（しかし2009年以降の新連載作品は何故かジャンル分けされていない）。またほとんどの掲載作品が携帯コミックとして先行配信されており、その関係からか作品名の頭文字があ行・か行の作品が多い。なお携帯コミックで先行連載されていた作品には、パソコンで本配信されていない作品も多く存在する。
サイト内の漫画やイラストは会員登録をすることで全て無料で閲覧可能であり、毎週金曜日に更新されていた。ただし更新ペースは各作品により異なり変則的であるが、大抵の作品は約1か月で最新話が配信されていた。また最新話の無料配信は、配信開始から3週間のみであった。
連載作品は電子書籍として発売されている他、一部人気作品はKCDX MiChao!KCレーベルより単行本でも発売されている。

## 更新終了の概要
2009年5月15日に漫画家真鍋譲治のブログで、「MiChao!が閉鎖すると講談社から電話が来た」という旨の日記が更新された（現在は該当の日記自体は残っているが、『MiChao!』とは分からないようになっている）。
その後2009年11月13日に配信サイトにて公式に更新終了の情報が掲載され、11月27日に更新が終了した。その後は、2010年1月8日午前10時にサイト自体が閉鎖される予定であったが、しばらく存続していた。現在は、ドメインが手放された模様。掲載作品は、携帯コミック配信にて順次完結後、PCでは電子書籍として刊行・有料配信される予定（一部作品を除く）。作品情報については携帯コミックサイト『講談社コミックプラス（携帯版）』を参照。
なお、2010年7月7日に刊行を開始した『月刊少年シリウス』からの派生アンソロジーコミック『ネメシス』に、『MiChao!』で連載されていた「誘爆発作 ツナガレタ心臓」「ディザインド」「五大湖フルバースト ―大相撲“心・技・体”伝説2―」の3作品と、携帯コミックのみで連載されていた「ママはチャイドル!!」が移籍し第1話から再掲載を行なっている。

## PC版連載作品
※ただし「最終話」と宣言せずに長期にわたり更新されていない作品も存在する。
劇画座
- アイゼンファウスト 天保忍者伝（原作：山田風太郎 漫画：長谷川哲也）
- 五大湖フルバースト ―大相撲“心・技・体”伝説2―（西野マルタ）※ニュー☆フェイスにも所属。→『ネメシス』へ移籍し第1話から再掲載
- 役者侍 美粧之介（かわぐちかいじ）

ひめちゅ
- あ・い・が・ん いかせて☆メイド（月森雅十）
- みこたん 巫女さまは女子高生（倉上淳士）
- 胸キュン刑事2 みるくCC（遠山光）
- ヤクゼン! 韓国美少女の挑戦（チェ・ヘウング）
- リカレント・ブルー 2nd Season（かわらじまコウ）

LOVEめいく
- あしたの恋の空もよう 百葉箱（今日マチ子）
- アンバランスな関係（御茶まちこ）
- いきなり☆ラブばすマシーン（鈴里ハル）※ニュー☆フェイスにも所属。
- シゲキMAX!オンナ教師とハチミツ少年（カナエサト）※ニュー☆フェイスにも所属。

男ディズム
- アルティメットガチンコ 異種格闘技王伝説（高橋伸輔）
- ヴァイブ（みやすのんき）
- エレメンタルモンスター シャドウ オブ ハダー（丸伝次郎 監修：ハドソン 脚本：Kira）
- 復活!! 第三野球部（むつ利之）
- リーマンギャンブラーマウス2（高橋のぼる）

イケパラ
- アイしてまこと! 恋するヲトメスタア（原作：ヴァイオレット 漫画：南天佑）
- @Full Moon（真東砂波）
- ギャルソンカフェで会いましょう（のもまりの）

ザ・怖
- ブラッドステイン 〜血液感染〜（速瀬羽柴）

ニュー☆フェイス
- あの空の向こうまで走れ!（湖谷日陽 原案：安野仁）
- アリス∞ワンダーランド（タナカタカコ）

カレイドスコープ
- 愛の大奥 舞い散る花の夢 江島生島（宗美智子）
- 海の大陸NOA×（じゅきあきら・T・）
- コクロ（杉作）
- 聖なる花嫁の反乱（紫堂恭子）→『FlexComixフレア』（フレックスコミックス）へ移籍
- ディープグリーン（佐々木淳子）

※所属無し
- あいず ラブ ユー トラブルがいっぱい編（原作：森永ひとみ 漫画：うさ銀太郎）
- あいらぶ!デコリョーシカ（じんこ）
- あくまじお（甘福あまね）
- あげ娘!涼子 魅惑のくちびる（春日光広）
- ありえない!トライアングル ダブル彼氏（水口舞子）※以前はLOVEめいくのマークが付いていた。
- 淫魔よあえげ、僕の舌で（安宅十也）
- ウルトラマンSTORY 0（漫画：真船一雄 監修：円谷プロダクション）
- おしえてっ!?ナデシコ先生（鈴木ぺんた 原案：ほのか）
- カミイタ!（桜川キオイ）
- ジェネシス4〜夢追う者たちの楽園〜（原作：岡田耕始&GAIA 漫画：柳澤一明）※以前はザ・怖のマークが付いていた。
- 私立男装学園（小池田マヤ）
- 絶対領域プリンセス スイートホーリー（永野あかね）※ニュー☆フェイスのマークが付いているが、ミスと思われる。
- ディアボリカ フランス妖怪奇譚（クリストフ・クリタ）
- 美女をイカせる69の秘技☆ 絶頂シンボルさん（木村豪）
- BOYS BE…2009 1学期（原作：イタバシマサヒロ 漫画：玉越博幸）

### 休載中
※休載が告知されている作品のみ
- 誘爆発作 ツナガレタ心臓（岡村星）→『ネメシス』へ移籍し第1話から再掲載

### 連載終了
- ああ!ツンデレラ 千の呪いと一つの魔法（中都える）
- アーマゲドン 最終戦争（山田ミネコ）
- あ〜ん♥お口に幸せサプリ（天城小百合）
- あ〜ん食べちゃいたい!（米餅昭彦）
- あいず ラブ ユー（原作：森永ひとみ 漫画：うさ銀太郎）
- 愛の大奥 篤姫 密命を帯びた花嫁（原作：良歩五郎 漫画：佐々木みすず）
- 愛の大奥 犬将軍綱吉への復讐（原作：良歩五郎 漫画：富沢みどり）
- 愛の大奥 お世継ぎ毒殺!? 天英院VS月光院（原作：良歩五郎 漫画：井出智香恵）
- 愛の大奥 将軍家光が愛したキリシタン（原作：良歩五郎 漫画：井出智香恵）
- 愛の大奥 徳川家康 最後の愛人（原作：良歩五郎 漫画：虎影誠）
- 愛の大奥 華迷宮 綱吉が求めた女（浦川まさる&佳弥）
- 愛の大奥 吉宗悲恋 呪われた姫君（原作：良歩五郎 漫画：あさみさとる）
- 明るい旅館計画 若女将つばめ（原作：天草ロバート 漫画：柏屋コッコ）
- アクション留学生 チェ・ミミ16歳（原作：イ・ヒョンソク 漫画：イ・ユジョン）
- あたしたちの快感桃色日記（アンソロジーTL）
- あはっ 一緒に暮らそ! カレッジ娘と付属高ボーイ（西森生）
- アブナイH娘♪ トコナッツ!（中貫えり）
- アブナイH娘♪ カラフル トコナッツ!（中貫えり）
- アブノーマル☆ラバーズ]山中こころ）
- 甘子28歳独身! ぷちムカ・コンビニ（フカザワナオコ）
- アミーゴ!じゃぐちくん（まめこ）
- 綾音は女子高生 イッてきま〜す!（塚本知子）
- アルファ＊ビースト（原作：神谷甲士 漫画：貞鐘アイコ）
- アレ!アレ!!（永野のりこ）
- いきなりHeaven（たかはしさなえ）
- いけない華子先生 ほけん-の-せんせ（大橋薫）
- 海へゆく（橋本ライカ）
- 英国少年 寄宿舎でつかまえろ!（高橋ミサ）
- AKB48スプラウト（原作：秋元康 漫画：久米夏生）
- EDGE 黄昏の爆弾魔（原作：とみなが貴和 漫画：緋乃鹿六）
- エロヒム（やまあき道屯）
- オシゴトじかん（市松）
- オシャレ忍者跋丸（桜沢鈴）
- おたまじゃくしはかえるのこ（甘福あまね）
- おはらいデリバリー ミコとトナミの退魔譚（大林森）
- 怪覧（超1W）
- キスの角度（原作：夏野涼 漫画：春花そら）
- ギャル革命G-Revo（結菜 脚本：Kira 監修：SGR）
- キャン・キャン・キャンパス!（木村豪）
- 緊急出動! SENRi119（吉開寛二）
- グライディングREKI（姫川明）
- 軍バリ! 韓国兵役実戦部隊（原作：イ・ヒョンソク 漫画：イ・ユジョン）
- 恋咲忍伝おもいっきりハヤテさま（原作：有里紅良 作画：夢来鳥ねむ）
- こねこどこのこ（葵二葉／紅三葉）
- GENESIS（原作：岡田耕始&GAIA 漫画：柳澤一明）
- ジェネシス2〜若者の夢がかなう楽園〜（原作：岡田耕始&GAIA 漫画：柳澤一明）
- ジェネシス3〜選ばれたものたちの楽園〜（原作：岡田耕始&GAIA 漫画：柳澤一明）
- 7月24日通りのクリスマス（原作：吉田修一 漫画：浦川まさる&佳弥 映画脚本：金子ありさ）
- 渋谷女子高フットサルクラブ 紫EXPRESS（原作：葛城あゆむ 漫画：綾波けんし）
- じゃぐちくん（まめこ）
- ジャンクフード（井上正治 企画協力：Shun）
- スタンダードボーイズ（祐也）
- 関の弥太っぺ（原作：長谷川伸 漫画：小林まこと）※『イブニング』に連載されていたものを再掲載
- 千の呪いと一つの魔法 踊れ!ツンデレラ（中都える）
- 旅くらげ ゆらゆら（森優子）
- たんたかタン（桜川キオイ）
- だんだら 浪士紅蓮隊（てしろぎたかし）
- 超ギャル革命G-Revo 激闘編（結菜 脚本：Kira 監修：SGR）
- 超市民F（原作：坂本六有 漫画：ふくしま政美）
- D1グランプリ DD（しんむらけーいちろー 監修：D1コーポレーション）
- D1ストリートリーガル カッティング・エッジ（原作：丸山康光 漫画：谷中乱歩 監修：D1コーポレーション）
- ディザインド（木葉功一）→『ネメシス』へ移籍し第1話から再掲載
- 伝染歌 映画原作版（原作：秋元康 漫画：浦川まさる&佳弥）
- 伝染歌 オリジナル版（原作：秋元康 漫画：タケダケント 構成：Team-MoJo）
- 永久保貴一の怪異譚（永久保貴一）
- なないろ☆ビ〜ンズ（南京ぐれ子）
- 2016への挑戦─Run to the World!─（岩田やすてる 取材協力：守靖ヒロヤ 監修：東京オリンピック・パラリンピック招致委員会事業部門マネージャー相原正道）
- ニンジャスズメ おちゅん（じんこ）
- ナナtempo（鈴里ハル）
- 猫・ネコ・ねこ!!!（村田じゅん子、神奈幸子、紫垣まゆみ、CANICO、篠原千絵、白鳥ハト）
- ネコもっちり（黒娜さかき）
- パギぽこ!インドネシア極楽生活（茶花ぽこ）
- バドガール 時速350km（細川幸恵）
- 花かんざし捕物帖（原作：山田風太郎 漫画：島崎譲）
- ひめクリ☆絶頂ナースクリニック（山中こころ）
- ファイアキング（王欣太）
- 封印恐怖!百怪忌（原作：木原浩勝 漫画：オムニバス）
- 藤野三姉妹 トリコロール（和子）
- 不条理マンガの女王が贈る 無限フラフープ（大畑朋魅）
- プレイプレイプレイ! 女子高生ミステリーハント3P（萩原玲二）
- 平成マンガ家実存物語 おはようひで次くん!（小田ひで次）
- ま、いっか〜カッパ君それなりの日常〜（御童カズヒコ）
- マイダスの薔薇 黄金のギャンブラー（原作：宮﨑信二 漫画：金井たつお）
- マスター・オブ・サンダー 決戦!!封魔龍虎伝（間部正志 監修：谷垣健治）
- 魔弾戦記リュウケンドー（松本久志 監修協力：リュウケンドー製作委員会）
- 妙齢ガールトーク（水谷さるころ）
- 萌える麻雀入門 もえじゃん!（原作：森永ひとみ 漫画：大林森）
- もっと!降服ハピネス（春田ハナ）
- ヤミツキ〜いのりの心霊日記〜（うえやま洋介犬）
- ゆうのカクテル（原作：守靖ヒロヤ 漫画：江端恭子）
- ようこそ!ナデシコ婦人科（鈴木ぺんた 原案：ほのか）
- リカレントブルー（かわらじまコウ 原案：bm-SHIO）
- リブライアン’featuring TAKA『CafeLibra〜カフェ・ライブラ〜』（成瀬千雪 原案：GOKU）
- リブライアン’featuring HIRO『ライアンキス』（若武ジョウ 原案：GOKU）
- 両国リヴァイアサン ―大相撲“心･技･体”伝説―（西野マルタ）
- ワガママな野獣 やぁん!（西川かおり）

など。

## ピテカントロプス
『ピテカントロプス』は、『MiChao!』内で展開されていた子供向け漫画や絵本を中心に配信するウェブコミック誌。『MiChao!』内では前述した様々なジャンルと同等の扱いを受けていたが、このジャンルのみ個別の公式サイトが存在していた。
2008年11月28日に突如、更新終了の公式アナウンスがあり、各作品の今後および単行本の情報については引き続き公式サイトで発表していくとのことである。
しかし実際には「ファイアキング」「だんだら」「ディアボリカ」が『MiChao!』で連載再開、「手乗りマンモスのモウちゃん」などが書籍化されているにもかかわらず、公式サイトでの発表は一切無い状態にある。

### 概要
掲載作品は「コミック絵本」と総称しており、編集部は『MiChao!』とは別のようであった。更新日は『MiChao!』と同じく毎週金曜日であったが、個々の作品の連載間隔により更新が無い日も存在した。また、ほぼ全ての作品が携帯コミックで先行配信されている。
『ピテカントロプス』掲載作品は『MiChao!』掲載作品とは違い、電子書籍での発売はされていない。しかし一部作品は講談社のKCDXやKIDS宝箱まんがエネルギー、KIDS宝箱おはなしエネルギーなどのレーベルから単行本として販売されている。

### 更新終了時に連載中だった作品
- ウイちゃんがみえるもの（衿沢世衣子）
- うどんの国のよしお（横山ゆうき）
- 風招き森のクロ（わたなべさちよ）
- Kinkoji（上田隆士）
- けつちゃん（須賀原洋行）
- 虚化子（坂本ロクタク）
- コロチ（下吉田本郷）
- シオン（黒藤広隆）
- 忍びのみかんモノ（のうだたつき）
- 純愛エゴイスト（木村文）
- STAR AGENT エリカにおまかせ（田森庸介）
- TATTOON MASTER II（矢也晶久）
- だんだら（てしろぎたかし）→『MiChao!』へ移籍
- ツヨシくんしっかりしなさい!（永松潔）
- ディアボリカ（クリストフ・クリタ）→『MiChao!』へ移籍
- テオンをさがしに（三原伸）
- 手乗りマンモスのモウちゃん（小田ひで次）
- ドリスとマメ（石黒正数）
- ニッポンロボズンダモ（剛田チーズ）
- 姫様探偵 スネコ・ヘヴィエンヌ（たごもりのりこ）
- ふうせんおばけのプースケ（赤川明）
- ファイアキング（王欣太）→『MiChao!』へ移籍
- ブッとび忍者 ブースケ（せぐちしのぶ）
- プリンセス・コレクション（高田明美／久美沙織）
- BABY STAR 7（鈴木志保）
- 変身猫のパナ（五十嵐大介）
- ぽうぽうのおくりもの（こえみ）
- ぼくたちの伝説（布浦翼）
- まこら〜ひひひ怪々伝（原作：平野俊貴、植竹須美男 漫画：阿部洋一）
- マテマティシャンズ（記伊孝）
- miki—天使の詩（清水みよこ／高梨みどり）
- もぐもぐげんしじん（原作：涼木遥 漫画：キミヒラユウキ）
- 塁（近藤こうじ）
- ワラバア（しばたいちこ 原案：犬丸りん）

### 連載終了
- アースレンジャー（赤沼キシラ）
- サンパウろ（原一雄）
- のんのんのんちゃん（さかもと未明）
- パグリ（ウィルソンひろみ）
- ルリカケス（村田朋泰）

### 読みきり
- ごあいさつ（ちばてつや）
- Twinkle Star!（坂本憲司郎）

## 主催賞
デジタル環境での今までに無い新しい表現形式を求めたデジタル新人賞として「コロッセオ」を主催していた。2006年から2008年までに全8回が開催された。
マンガ部門、キャラクターイラスト部門、アニメーションムービー（フラッシュアニメーション）部門、テーマイラスト部門の4つに分けられており、それぞれの部門で金賞から銅賞まで用意されている。金賞を受賞した作家には賞金60万円と『MiChao!』での掲載権が与えられていた。また銀賞以上を受賞した漫画作品、銅賞以上を受賞したイラスト作品とアニメーション作品は、選考結果発表のページで現在も無料で公開されている。なお受賞作品の閲覧については会員登録の必要はない。